# Drapeau de l'oblast de Sakhaline
Le drapeau de l’oblast de Sakhaline (en russe : флаг Сахалинской области) est l’un des symboles de l’oblast de Sakhaline, l’un des sujets fédéraux de Russie. Il a été adopté en 1997.

## Description
La loi de l’oblast de Sakhaline relative à son blason et à son drapeau décrit le drapeau ainsi :

« Le drapeau de l’oblast de Sakhaline se présente sous la forme d’un rectangle de couleur aigue-marine (bleu foncé avec des nuances d’émeraude) ; au centre du drapeau se trouvent les silhouettes de couleur blanche de Sakhaline et des îles Kouriles, qui constituent l’oblast de Sakhaline. Les silhouettes de Sakhaline et des îles Kouriles se trouvent au milieu du drapeau, formant un angle de 45 degrés. Le haut et le bas des silhouettes des îles se trouvent sur une ligne séparée du bord du drapeau par un huitième de la largeur du drapeau. Le rapport de la largeur du drapeau sur sa longueur est 2:3. »